# Treni di Bergen-Belsen

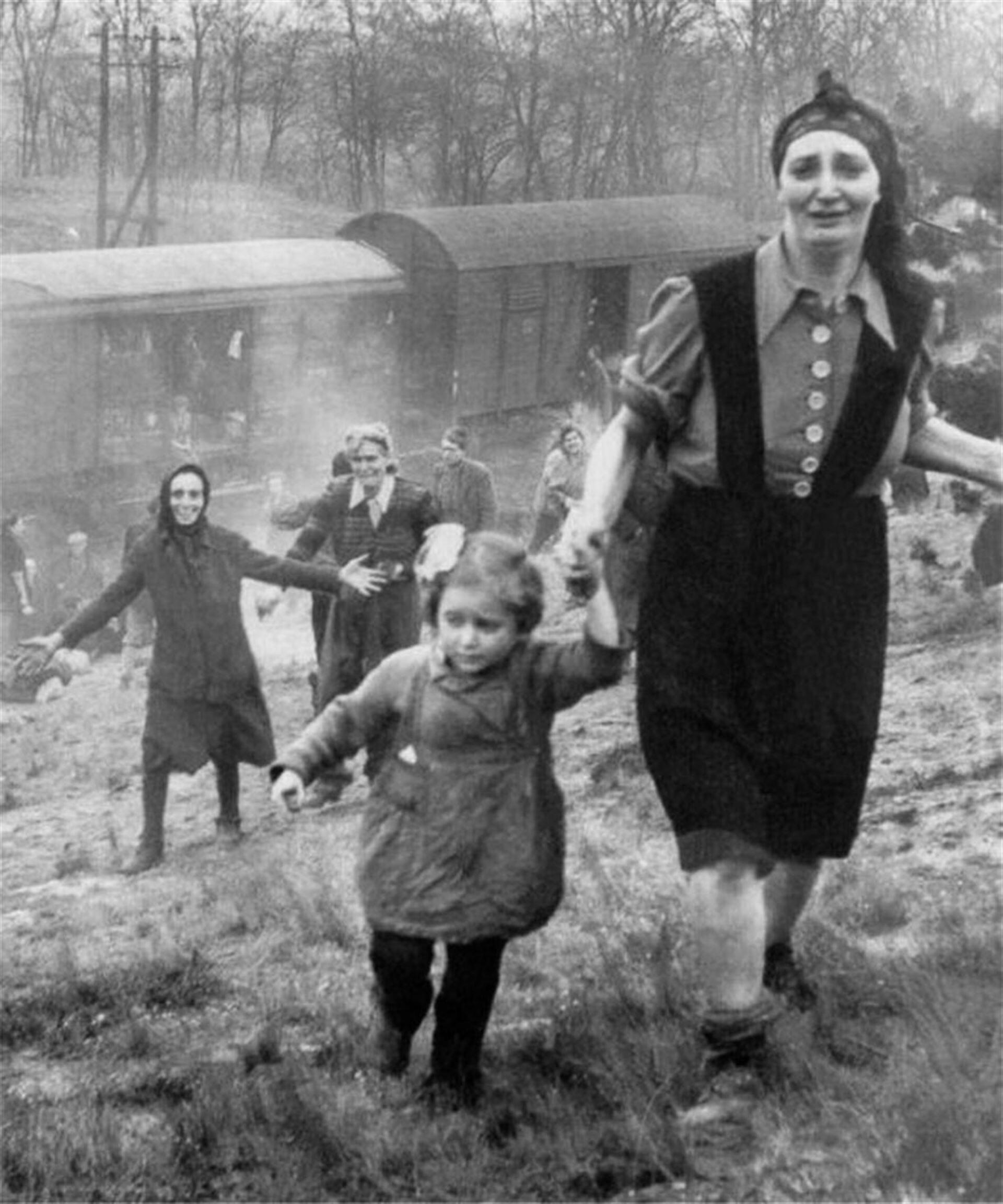
La gioia dei prigionieri liberati dagli americani su uno dei treni di Bergen-Belsen presso Magdeburgo

I treni di Bergen-Belsen furono tre trasporti ferroviari con a bordo un totale di circa 6.800 prigionieri ebrei (uomini, donne e bambini), partiti tra il 6 e l'11 aprile 1945 dal Campo di concentramento di Bergen-Belsen con destinazione Theresienstadt in un ultimo disperato tentativo di evacuazione dal "campo-ostaggi" di Bergen-Belsen prima dell'arrivo delle truppe alleate. Solo uno dei treni (il secondo) raggiungerà la destinazione prevista, il primo sarà intercettato dalle truppe americane presso Magdeburgo, il terzo vagherà per circa due settimane per i territori della Germania, spingendosi sempre più a est fino ad essere liberato dalle truppe sovietiche nei pressi della cittadina tedesca di Tröbitz.

## Storia
Al campo di concentramento di Bergen-Belsen erano detenuti in una sezione speciale, il "campo-ostaggi" (Aufenthaltslager), migliaia di prigionieri ebrei, ritenuti adatti ad essere scambiati con internati civili tedeschi all'estero. Si trattava di ebrei con passaporto straniero o familiari di ebrei prigionieri di guerra e come tali sottoposti alle regole della Convenzione di Ginevra o semplicemente di ebrei che per motivi vari si volevano usare come "merce di scambio". Tra loro c'era anche il nucleo più consistente tra i numerosi bambini di Bergen-Belsen presenti al campo tra il 1943 e il 1945.
In totale furono oltre 13.000 i prigionieri ebrei giunti nello Aufenthaltslager a Bergen-Belsen nel corso del 1943 e 1944. Di questi circa 2.560 saranno effettivamente liberati per scambio. Altri furono trasferiti ad Auschwitz o altri campi, perché ritenuti non in possesso dei requisiti necessari a rimanere nel campo. Tra il 6 e l'11 aprile 1945, a pochi giorni dalla liberazione del campo (avvenuta poi il 15 aprile da parte delle truppe inglese e canadesi), si decise di evacuare tutti i circa 6.800 prigionieri (uomini, donne e bambini) ancora presenti nel "campo-ostaggi" inviandoli al campo di concentramento di Theresienstadt a bordo di tre convogli.

### Il primo treno (6-13 aprile 1945)

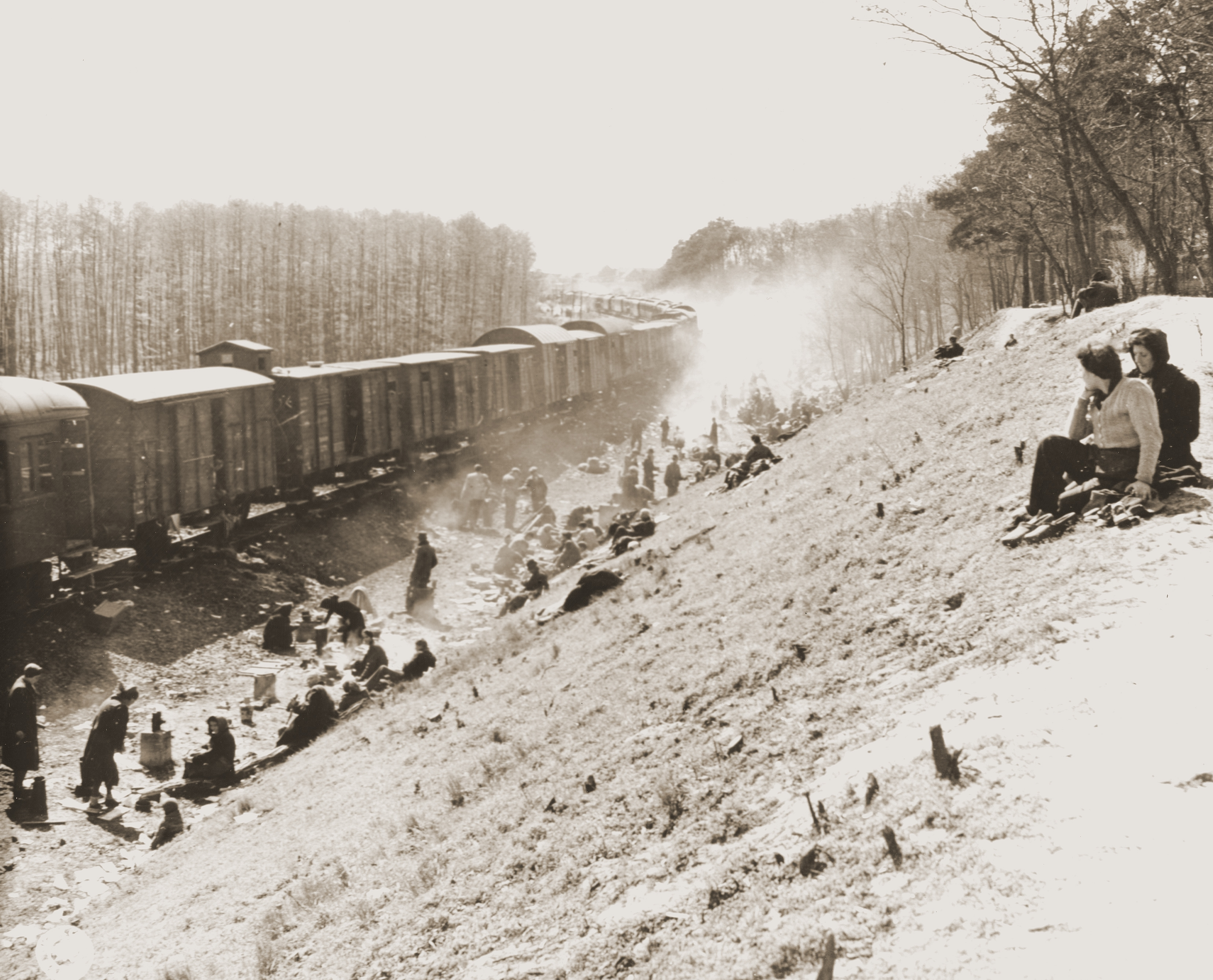
La liberazione del treno

Il primo trasporto partì il 6 aprile 1945 con 2.500 persone a bordo dalla stazione di campo di Bergen-Belsen. Il percorso correva sia a sud che a ovest dell'Elba attraverso Uelzen, Salzwedel e Stendal. Il 13 aprile 1945 questo trasporto fu intercettato e liberato dalla truppe americane fra le città di Farsleben e Zielitz vicino a Magdeburgo. C'è una serie di foto scattate dal maggiore Clarence L. Benjamin, a documentare il momento della liberazione. I componenti di questo trasporto erano ebrei provenienti da Polonia, Olanda, Ungheria, Grecia e Slovacchia, inclusi 700 tra bambini e adolescenti.
Vi furono numerose persone che morirono di esaustione o malattia durante il trasporto, ma la prontezza con la quale i prigionieri liberati furono trasferiti nella vicina città di Hillersleben, dove poterono ricevere trattamento medico dagli Alleati, impedì il diffondersi di epidemie. 
Ci sono vari resoconti di superstiti del trasporto, tra cui:
- Aliza Vitis-Shomron, Youth in Flames: A Teenager’s Resistance and Her Fight for Survival in the Warsaw Ghetto
- Uri Orlev, Mishak ha-hol. 1996; The Sandgame, 1999.
- Hilde Huppert, Hand in Hand with Tommy: A Testimony, 1939-1945, 2004

Nel 2011 fu organizzata in Israele una riunione cui parteciparono 55 persone (tra prigionieri e soldati americani). Una mostra fu organizzata nel 2015 all'Istituto Yad Vashem. Un libro pubblicato da Matthew A. Rozell (A Train Near Magdeburg, 2016) ricostruisce l'intera vicenda.

### Il secondo treno (9-21 aprile 1945)
Un secondo treno merci con 1.712 persone, principalmente ebrei ungheresi, lasciò Bergen-Belsen il 9 aprile 1945. Lungo il tragitto a Berlino il treno fu colpito duramente una notte in un raid aereo che provocò più di 50 morti e circa 250 feriti tra gli occupanti. Dopo un viaggio di due settimane il 21 aprile 1945 il treno raggiunse finalmente la sua destinazione: Terezin / Theresienstadt.  Non si conoscono ulteriori specifici dettagli circa la sorte dei superstiti del trasporto. Una volta giunti al campo, essi si dispersero tra i 17.000 prigionieri trovati in vita alcuni giorni dopo, l'8 maggio 1945, quando l'esercito sovietico giunse a Theresienstadt.

### Il terzo treno (10-23 aprile 1945)

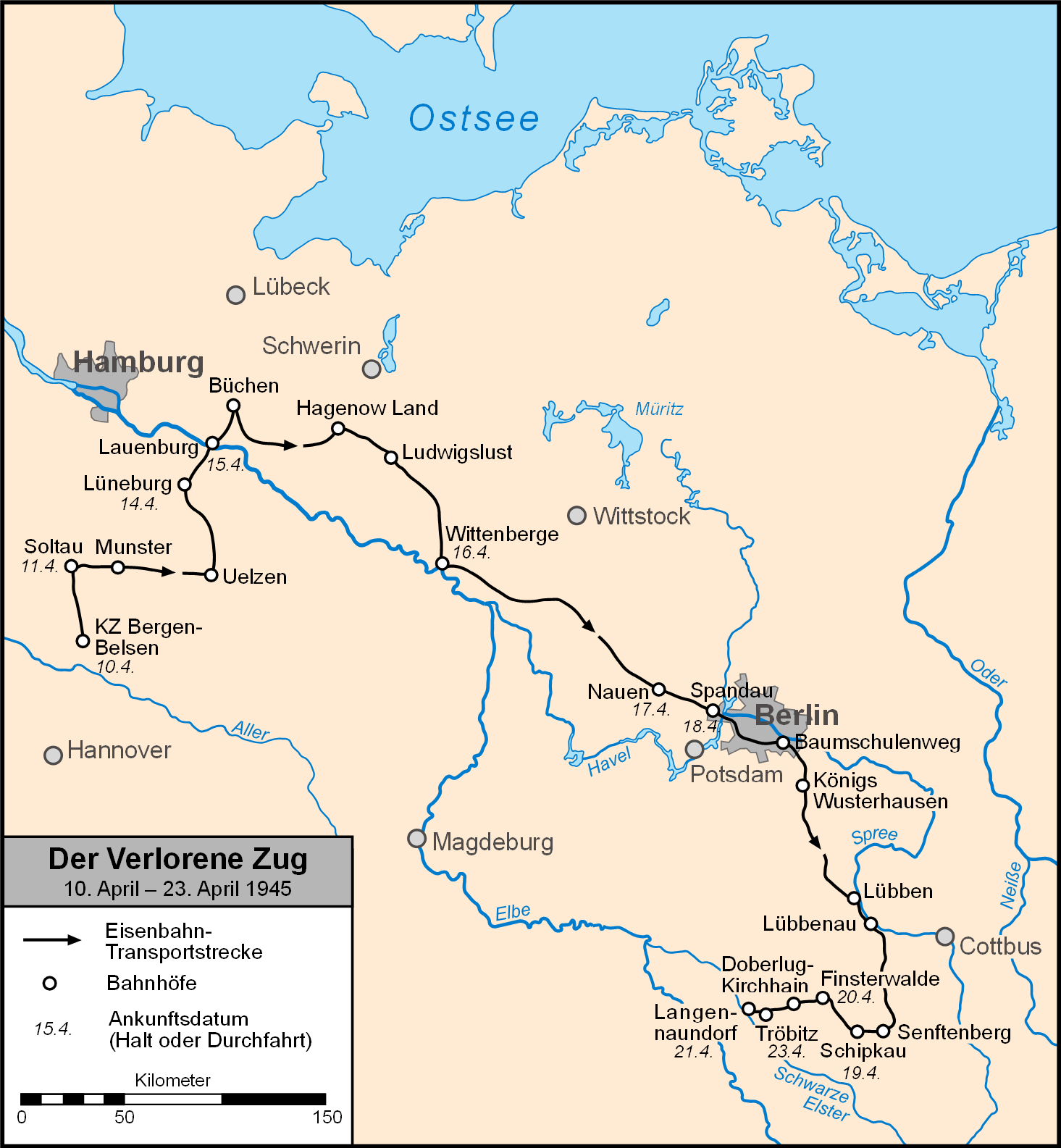
Il tragitto del terzo treno

E' il trasporto più conosciuto ed anche quello dalla vicenda più complicata. A bordo vi si trovavano circa 2.500 ebrei (uomini, donne e bambini) di più di dodici nazionalità diverse; un terzo di loro era olandese. Il treno lasciò il campo di concentramento di Bergen-Belsen, nella notte tra il 10 e l'11 aprile 1945, solo cinque giorni prima della liberazione.
Il lungo viaggio condusse i prigionieri attraverso parti della Germania non ancora occupate dagli Alleati. Il trasporto passò dapprima a Soltau, Lüneburg e Büchen, poi a Berlino, dove finalmente arrivò il 18 aprile 1945. Ci volle più di un giorno per attraversare Berlino pesantemente distrutta. Da lì il treno ha proseguito lungo il percorso Berlino - Görlitz a sud, passando per Königs Wusterhausen , Lübben e Lübbenau fino a Senftenberg. Durante gli ultimi giorni di guerra, il treno proseguì nel corridoio di territorio tedesco ancora non occupato, il quale si restringeva ogni giorno di più, cercando una linea ferroviaria per Praga che non fosse stata bombardata dagli Alleati o che non fosse stata ancora occupata. Durante il viaggio, il treno fu attaccato da aerei a bassa quota con mitragliatrici e bombe. Il comandante del treno ordinò quindi di coprire le carrozze con teli bianchi per indicare che si trattava di un convoglio civile.
A causa delle disastrose condizioni igienico-sanitarie del treno e della mancanza di acqua e di cibo, un'epidemia di febbre tifoide scoppiò tra i prigionieri indeboliti e in parte gravemente malati, provocando numerosi morti. Quando il treno si fermava e le porte dei vagoni erano aperte, i morti venivano portati fuori e sepolti vicino alle rotaie.
Finalmente dopo due settimane di viaggio, la mattina del 23 aprile 1945, le truppe avanzanti del primo fronte ucraino dell'Armata Rossa intercettarono il trasporto non lontano dal paese tedesco di Tröbitz. Ai soldati russi si presentò una vista terribile, perché tra i sopravvissuti molti erano morti, ed i più erano malati o moribondi. 28 persone furono sepolte sul posto, portando a oltre 200 il totale delle persone morte durante il viaggio.
La locale comunità di minatori di Tröbitz, che a quel tempo contava circa 700 abitanti, si trovò improvvisamente di fronte a circa 2.000 malati affamati che avevano bisogno di essere aiutati rapidamente. I prigionieri superstiti furono ospitati nelle case del villaggio, mentre un ospedale da campo fu allestito nelle vicinanze per i malati.
L'ospedale da campo era guidato da medici sovietici. I dottori ebrei, fino ad allora loro stessi prigionieri, aiutarono con la cura e il trattamento degli ammalati. Le ragazze e le donne del villaggio furono impiegate come infermiere. Nonostante gli sforzi compiuti, il tifo continuava a mietere vittime. Ci vollero otto settimane prima che l'epidemia potesse dirsi debellata. Nel frattempo morirono altre 300 persone del trasporto. Morirono anche 26 abitanti del villaggio contagiati dalla malattia, compreso il sindaco. 
Il 13 maggio 1945, due sopravvissuti, Menachem e Mirjam Pinkhof, lasciarono Tröbitz in bicicletta per tornare al loro paese d'origine, i Paesi Bassi. Ancor prima di attraversare il confine olandese il 9 giugno 1945, consegnarono agli americani il 18 maggio 1945 a Delitzsch in Sassonia un memorandum destinato al Ministero degli Affari Esteri a L'Aia. In esso riferirono quanto accaduto al trasporto e la situazione in cui si trovavano i sopravvissuti. Gli ufficiali di collegamento americani contattarono quindi i capi dell'esercito sovietico e si recarono a Tröbitz per verificare la veridicità del memorandum e iniziare le operazioni di  rimpatrio, le quali iniziarono il 16 giugno 1945. L'ultima vittima del trasporto, l'olandese Klara Miller, fu sepolta il 21 giugno 1945 nel cimitero ebraico. Alla fine di agosto del 1945, tutti avevano lasciato Tröbitz, tranne una famiglia.
In totale, secondo i dati ufficiali forniti dalle autorità russa, i morti furono 526: 206 durante il viaggio e 320 a Tröbitz nei giorni e settimane successivi alla liberazione. Circa 1800-1900 furono i sopravvissuti. Tra i defunti ci furono anche personaggi famosi come l'intellettuale Werner Josef Levie, Zvi Koretz, rabbino capo di Salonicco in Grecia, e Abraham Salomon Levisson, rabbino capo olandese. Per tutte le vittime ebree si allestì a Tröbitz un cimitero ebraico.

#### La memoria
Nel dopoguerra molti dei sopravvissuti tornarono a Tröbitz. Punto di contatto nel villaggio rimase sempre Erika Arlt (1926-2015), la quale offriva ospitalità alle persone che vi tornavano in visita e alla metà degli anni Novanta pubblicò un opuscolo sulla vicenda del treno di Bergen-Belsen. Il 2 giugno 1997, le fu conferito l'Ordine al merito della Repubblica federale di Germania dal presidente federale Roman Herzog. 
Di questo trasporto si parla nel libro autobiografico (Anni d'infanzia. Un bambino nei lager), scritto da Jona Oberski nel 1978, e nell'adattamento cinematografico (Jona che visse nella balena) diretto da Roberto Faenza nel 1993. Ne parla anche un altro sopravvissuto, Jacques Saurel, nella sua autobiografia.
Una serie di memoriali ricordano il tragitto di questo treno: a Schipkau e a Schilda (dove durante il viaggio furono sepolti dei prigionieri), nella foresta (al km. 106,7) dove il treno fu liberato, e infine a Tröbitz.

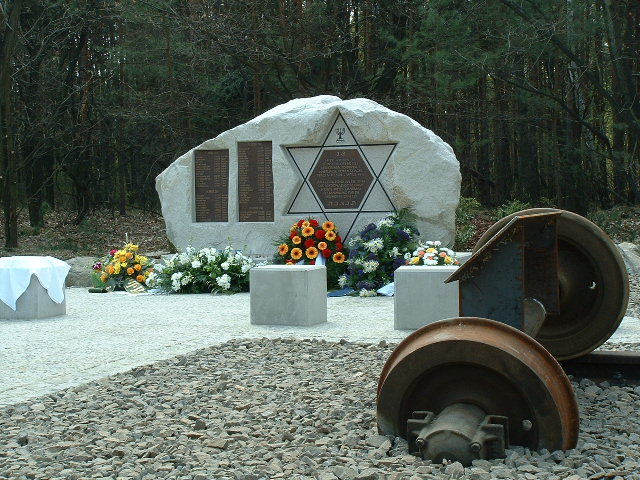
Monumento a Schipkau
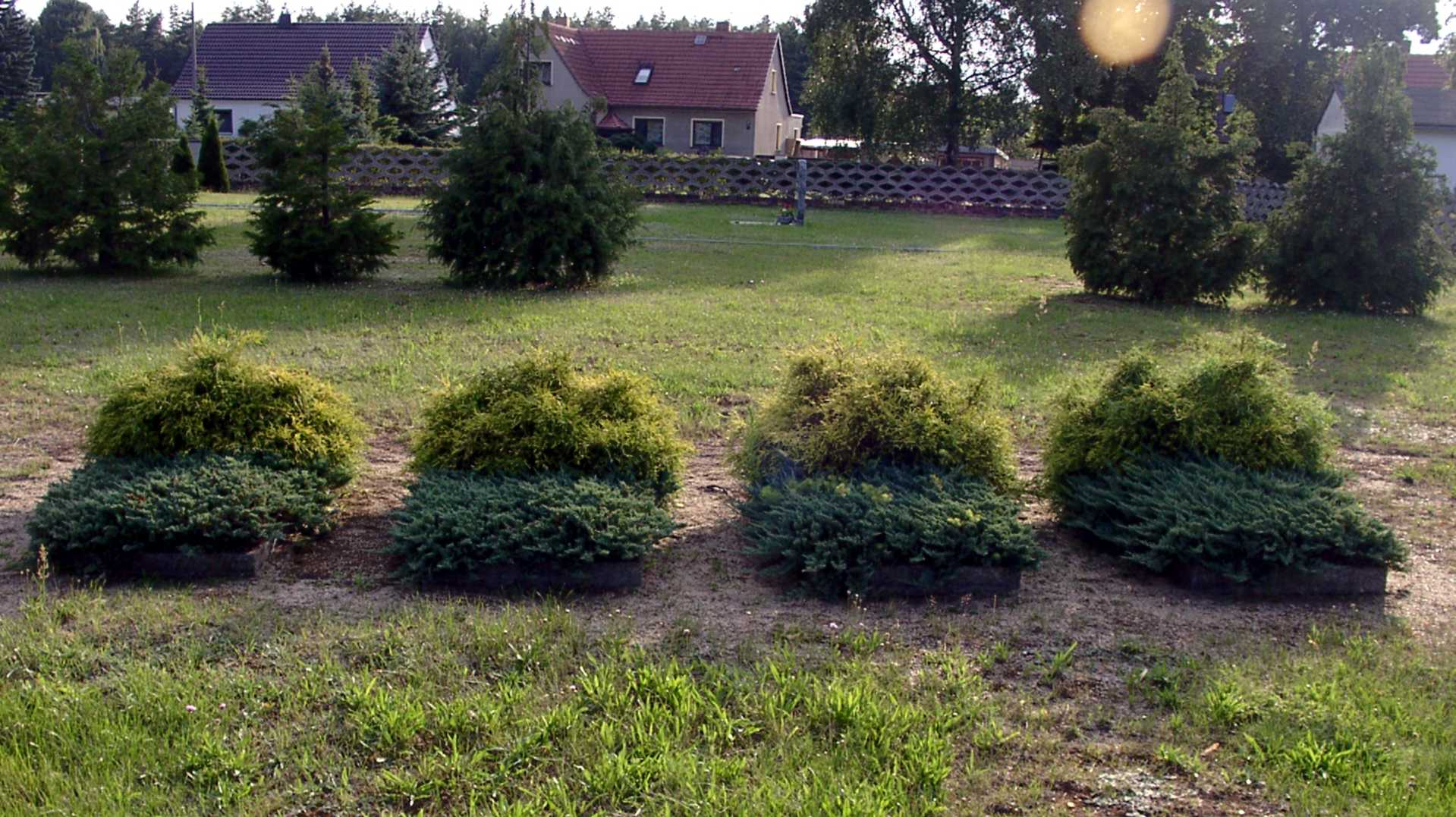
Tombe a Schilda
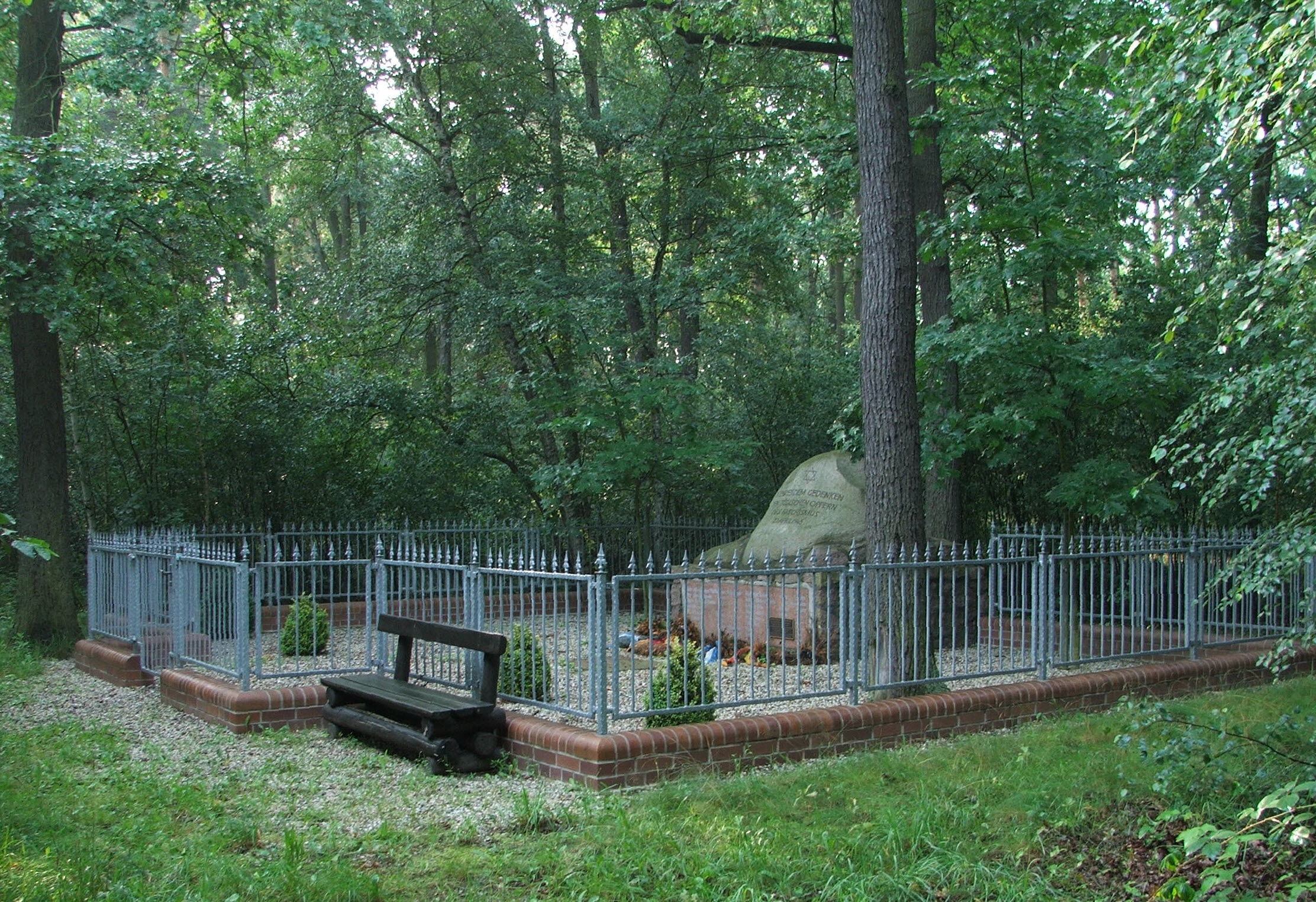
Monumento al km 106,7
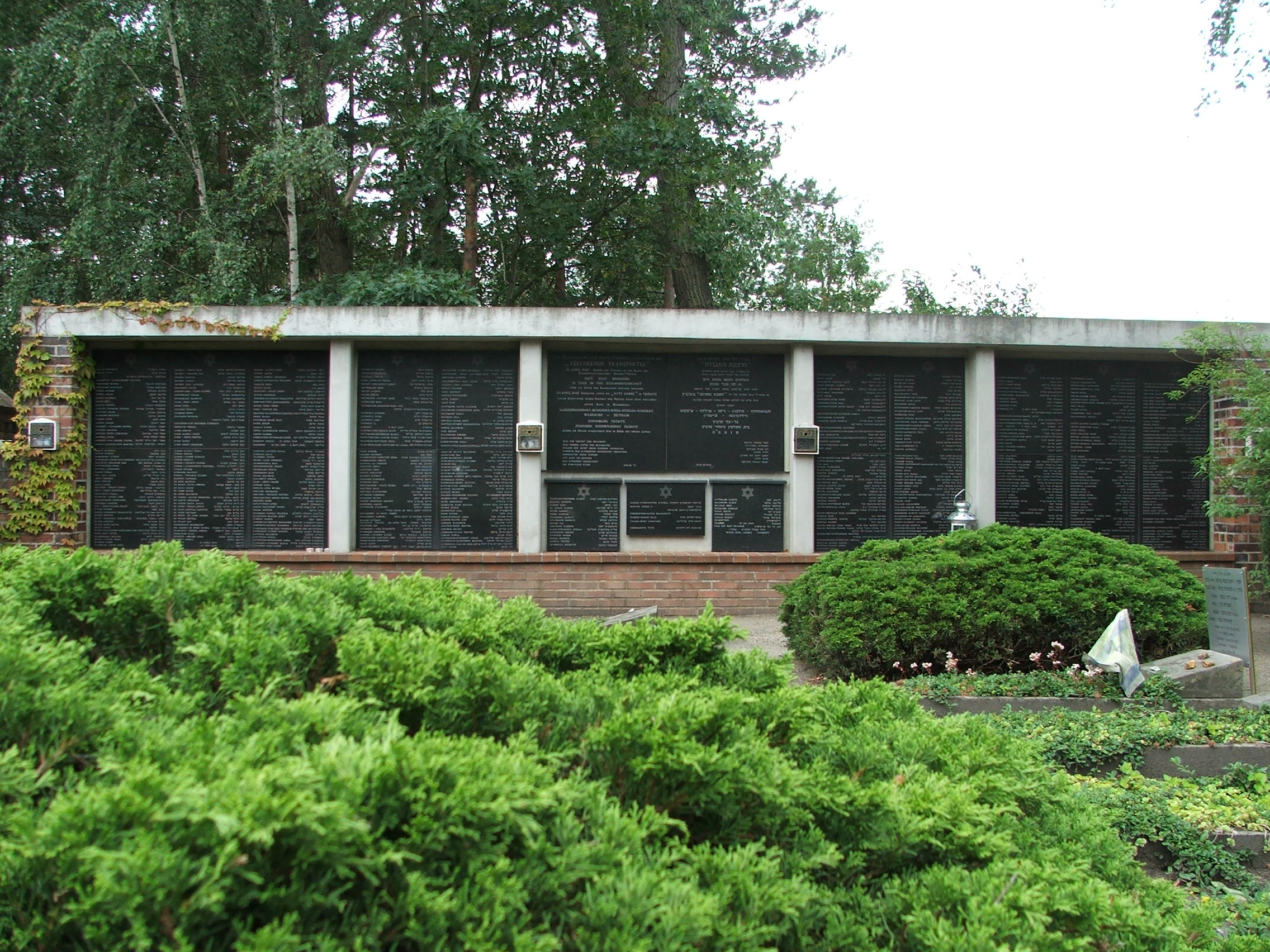
Memoriale a Tröbitz